# Suregetes Cove
Suregetes Cove est une crique de l'Antarctique large de 2,47 km qui s'étend sur 1,9 km sur la côte nord de Krogh Island, une des îles Biscoe, entre Kuvikal Point (en) à l'est et Zagrade Point (en), à l'ouest.

## Cartographie
- British Antarctic Territory. 1:200000 topographic map. DOS 610 Series, Sheet W 66 66. Directorate of Overseas Surveys, UK, 1976
- Antarctic Digital Database (ADD). 1:250000 topographic map of Antarctica. Scientific Committee on Antarctic Research (SCAR)